# ناوشکن کلاس کامیکازه (۱۹۲۲)
ناوشکن کلاس کامیکاز (۱۹۲۲) (به انگلیسی: Kamikaze-class destroyer (1922)) یک کلاس از کشتی است که طول آن ۹۷٫۵ متر (۳۲۰ فوت) می‌باشد.